# Industrieel reserveleger
In de marxistische theorie worden met de term industrieel reserveleger grote groepen structureel werklozen aangeduid, die op ieder moment voor arbeid kunnen worden ingezet. Het idee is dat het kapitalisme deze groep in stand houdt, om de werkenden onder druk te kunnen zetten zodat ze geen al te hoge eisen aan hun werkgevers stellen.

## Marx' voorgangers en vroege geschriften
Hoewel het idee van een industrieel reserveleger nauw verbonden is met Karl Marx, was het begrip in de jaren 1830 al in omloop in de Britse arbeidersbeweging. Nog voor Marx spreekt Friedrich Engels in zijn boek "De toestand van de arbeidersklasse in Engeland" (1845) over een industrieel reserveleger. De eerste vermelding in het werk van Marx staat in een manuscript uit 1847, dat hij niet publiceerde.

Ten tweede: de grootindustrie heeft voortdurend behoefte aan een reserveleger van werkloze arbeiders voor de tijden van overproductie. Het voornaamste doel van de bourgeois ten aanzien van de arbeider is immers de waar arbeid zo goedkoop mogelijk te verkrijgen, wat slechts mogelijk is wanneer de aanvoer van deze waar zo groot mogelijk is in verhouding tot de vraag daarnaar, d.w.z. wanneer er een zo groot mogelijke overbevolking plaats heeft.
De overbevolking is dus in het belang van de bourgeoisie en deze geeft de arbeider een goede raad, waarvan zij weet dat hij onmogelijk op te volgen is.
f. Omdat het kapitaal eerst dan toeneemt wanneer het arbeiders te werk stelt, ligt in de toename van het kapitaal een toename van het proletariaat besloten, en zoals wij gezien hebben moet krachtens de natuur van de verhouding tussen kapitaal en arbeid, de toename van het proletariaat in verhouding nog sneller plaats hebben.
g. Intussen is de hierboven genoemde theorie, die graag als natuurwet zo uitgedrukt wordt, dat de bevolking sneller groeit dan de levensmiddelen, de bourgeois des te meer welkom omdat zij zijn geweten tot rust brengt, hem de hardvochtigheid tot morele plicht heeft gemaakt, de gevolgen van de maatschappij tot gevolgen van de natuur heeft gemaakt, en hem ten slotte gelegenheid geeft rustig toe te zien, zowel bij de ondergang van het proletariaat door de hongersnood als bij andere natuurverschijnselen, zonder zich te verroeren, en aan de andere kant maakt dat hij de ellende van het proletariaat als diens eigen schuld en straf kan beschouwen. De proletariër kan immers het natuurinstinct door zijn verstand beteugelen en zo door morele waakzaamheid de natuurwet tegenhouden in haar schadelijke ontwikkeling.
— Karl Marx, Loonarbeid, december 1847.

## InHet kapitaal
Marx behandelt de vorming van industriële reservelegers in hoofdstuk 23 van het eerste deel van Das Kapital, dat hij twintig jaar later, in 1867, publiceert. Dit hoofdstuk behandelt de kapitaalaccumulatie en is een van de weinige in deel één waarin Marx vraag en aanbod behandelt, specifiek in de context van de arbeidsmarkt en de loonvorming.
In dit hoofdstuk stelt Marx dat naarmate de kapitalistische productiewijze zich ontwikkelt, deze de neiging heeft steeds kapitaalintensiever zal worden: doordat kapitaal geconcentreerd raakt in steeds grotere firma's en samenwerkingsverbanden daarvan, is er steeds meer kapitaal op zoek naar winst en ontstaat tegelijk ruimte voor grote investeringen in technologie. Voor winst is het kapitaal echter afhankelijk van de productie van meerwaarde door (onbetaald) overwerk, en deze kan alleen door arbeid geleverd worden. Hier ontstaat een tegenstelling: meer vraag naar arbeid zal de prijs hiervan opdrijven, dus heeft de individuele kapitalist die zijn kapitaalintensiteit verhoogt een concurrentievoordeel. De andere kapitalisten zullen gedwongen zijn dit voorbeeld te volgen. Lukt dit niet, dan vallen zij ten prooi aan verdere overnames.
Zet deze tendens zich voort, dan zal na verloop van tijd een deel van de werkende bevolking een overschot worden. De omgekeerde beweging, waarin meer arbeidskracht wordt afgenomen, leidt tot snellere accumulatie, die dan weer een grotere kapitaalintensiteit mogelijk maakt. Paradoxaal genoeg groeit zo het industrieel reserveleger naarmate de rijkdom van de samenleving toeneemt: terwijl de arbeid het kapitaal schept, schept het kapitaal werkloosheid en is volledige werkgelegenheid onhaalbaar.
Naarmate Marx de theorie verder ontwikkelt, wordt echter ook duidelijk dat afhankelijk van de toestand van de economie, een industrieel reserveleger zal groeien of zal krimpen, afwisselend wordt opgenomen of verdreven uit de werkzame beroepsbevolking. Aldus concludeert Marx dat de "relatieve overbevolking daarom de spil is waarop de wet van vraag en aanbod van arbeid werkt." De beschikbaarheid van arbeidskracht beïnvloedt de lonen, en naarmate de werkloze beroepsbevolking groeit, zal dit de lonen drukken. Omgekeerd geldt dat wanneer er genoeg banen beschikbaar zijn en de werkloosheid laag is, dit de neiging heeft om de gemiddelde lonen te laten stijgen. In dat geval zijn werknemers in staat om sneller van baan te wisselen voor een beter salaris.
Naast een originele analyse van het overbevolkingsvraagstuk, is deze uiteenzetting van Marx ook een polemiek tegen de in zijn tijd populaire opvattingen van Thomas Malthus. Deze had een "algemene wet" van de overbevolking opgesteld en legde de oorzaak van armoede bij de armen, die zich te snel voortplantten. Marx verwerpt het idee dat er zo'n algemene wet kan bestaan, en poneert in plaats daarvan een historisch bepaalde wetmatigheid die alleen in het kapitalisme geldt. Bovendien is het volgens hem het kapitaal zelf dat het bevolkingsoverschot reguleert; het heeft de armen nodig om zich te kunnen uitbreiden en zal daarom altijd een deel van de bevolking in armoede houden.
Net als de verwante wet van de dalende winstvoet heeft de hierboven beschreven tendens een sterke aanname, namelijk dat kapitaalintensiever produceren de enige (of voornaamste) manier is om concurrentievoordeel te behalen. Dat is historisch niet altijd het geval geweest: soms leidt technologie tot besparingen op grondstoffen, waardoor de productie feitelijk arbeidsintensiever wordt. Daarnaast kan vergaard kapitaal geïnvesteerd worden in nieuwe sectoren, die doorgaans arbeidsintensief beginnen.